# ديفيد هاميلتون (محامي)
ديفيد هاميلتون (بالإنجليزية: David Hamilton)‏ هو قاضي ومحامي أمريكي، ولد في 1957 في بلومنغتون في الولايات المتحدة.